# Altopiano della Jana
L'altopiano della Jana (in russo Янское плоскогорье, Janskoe ploskogor'e?) è una zona rilevata della Russia siberiana orientale. Si estende nella sezione nord-orientale della Repubblica Autonoma della Sacha-Jacuzia, nel medio bacino del fiume Jana (dal quale ha preso il nome) ed è parte degli altopiani della Jana e di Ojmjakon (Яно-Оймяконское нагорье).
L'altopiano è solcato dagli affluenti della Jana: Dulgalach, Bytantaj, Sartang, dall'Adyča e dai suoi tributari Nel'gese e Derbeke; è delimitato dalle importanti catene montuose dei monti di Verchojansk a ovest e dei monti Čerskij a est. L'intera zona è assolutamente remota e spopolata a causa del clima rigidissimo (è uno dei poli del freddo dell'emisfero nord). La sua quota media è intorno ai 450-800 metri. La massima, di 1 770, si trova tra il fiume Adyča e il suo affluente Borulach.